# Condoleezza Riceová
Condoleezza Riceová, nepřechýleně Condoleezza Rice (* 14. listopadu 1954 Birmingham) je americká politička, diplomatka a profesorka politologie. V letech 2005–2009 byla ministryní zahraničních věcí ve druhé Bushově vládě; v jeho předchozí administrativě pracovala jako poradkyně pro národní bezpečnost.

## Život a profesní kariéra
Vyrůstala v Alabamě v rodině nemajetného presbyteriánského pastora v době končící rasové segregace. Její matka byla učitelka hudby – vyučovala hru na klavír. Pro svou dceru vymyslela jméno Condoleezza, jež pochází z italského výrazu con dolcezza – „hrát se sladkostí“.
Na vysoké škole studovala politické vědy. Bakalářský stupeň získala v Denveru, v magisterském studiu politických věd pokračovala na prestižní katolické University of Notre Dame. Poté se vrátila do Denveru, kde získala titul Ph.D. Učil ji zde Josef Korbel, otec Madeleine Albrightové; právě díky němu se začala zabývat mezinárodními vztahy a speciálně politikou Sovětského svazu. V roce 1984 publikovala studii o vztahu československé armády a SSSR (česky vyšla pod názvem Sovětský svaz a československá armáda 1948–1983: Nejisté spojenectví v roce 2005). Kromě jiného řídila makléřskou firmu Charles Schwab, působila jako poradkyně u finanční poradenské firmy Transamerica a zasedala ve správní radě petrochemického koncernu Chevron, který na její počest po ní pojmenoval ropný tanker o výtlaku 135 000 tun.
V týmu pro národní bezpečnost působila jako poradkyně pro sovětské záležitosti už u George Bushe staršího, v administrativě George W. Bushe (2001–2005) pak zastávala (jako historicky první žena) funkci poradkyně pro národní bezpečnost. V této pozici kromě jiného v roce 2002 schválila užití waterboardingu při výsleších teroristů Abú Zubajdy a Chálida Šajcha Muhammada.
Do funkce ministryně zahraničí ve své své druhé vládě ji prezident George W. Bush navrhl v listopadu 2004. Dne 26. ledna 2005 byla do funkce schválena Senátem Spojených států amerických s poměrem hlasů 85:13; tentýž den vykonala přísahu a byla uvedena do úřadu. Stala se tak první Afroameričankou, po Madeleine Albrightové druhou ženou a po svém předchůdci Colinu Powellovi také druhou osobou černé pleti v této funkci. Jako ministryně zahraničí zastávala tvrdé postoje vůči Rusku, k otázce americké protiraketové obrany či ohledně problematiky ochrany životního prostředí.
Stala se také členkou správní rady think tanku Aspen Institute.